# Vetle Wang Soleim

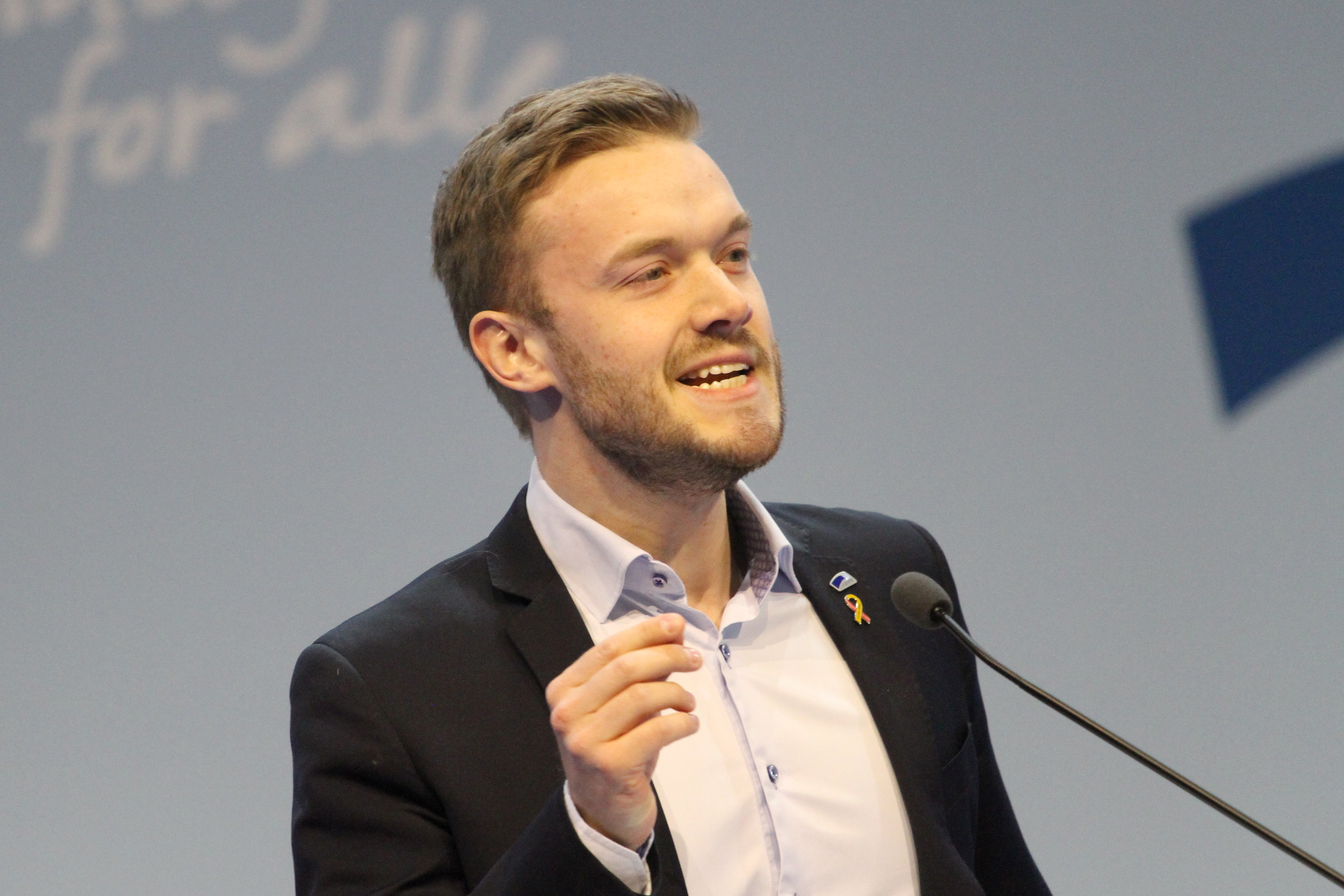
Vetle Wang Soleim, 2017

Vetle Wang Soleim (* 5. März 1993 in Kristiansund) ist ein norwegischer Politiker der konservativen Partei Høyre. Von 2017 bis 2021 war er Abgeordneter im Storting.

## Leben
Nach dem Abschluss der weiterführenden Schule leistete er von 2012 bis 2013 seine Wehrpflicht bei der Luftwaffe ab. Anschließend begann er ein Studium der Rechtswissenschaft an der Universität Oslo. Von 2011 bis 2015 sowie erneut von 2016 bis 2017 war er Mitglied im Kommunalparlament von Smøla. In der Zeit von 2015 bis 2017 arbeitete er als politischer Berater für die Høyre-Fraktion im Nationalparlament Storting.
Soleim zog bei der Parlamentswahl 2017 erstmals in das Storting ein. Dort vertrat er den Wahlkreis Møre og Romsdal und wurde Mitglied im Finanzausschuss. Bei der Stortingswahl 2021 schied er aus dem Parlament aus.

## Positionen
Innerhalb seiner Partei spricht er sich dafür aus, dass diese die generelle Bewaffnung der norwegischen Polizeikräfte anstreben solle. Im Mai 2021 kritisierte er den Beschluss des Parteitags, sich nicht für eine Bewaffnung unabhängig der Bedrohungslage auszusprechen.